# Tutta l'Italia
Tutta l'Italia (Nederlands: Heel Italië) is een nummer uit 2025 van de Italiaanse dj en producer Gabry Ponte, met niet-gecrediteerde zang van Andrea Bonomo. Het werd op 31 januari 2025 uitgebracht via Gekai en Warner en diende als het officiële themalied van het Festival van San Remo 2025. In maart 2025 won het nummer de San Marino Song Contest, waardoor het San Marino zal vertegenwoordigen op het Eurovisiesongfestival 2025.
Het nummer combineert elektronische en dance-invloeden met elementen uit de Italiaanse muziek en traditie, zoals de accordeon, tarantella en verwijzingen naar de Italiaanse popcultuur. Het nummer bereikte de veertiende plaats in de Italiaanse hitlijst.
De videoclip voor Tutta l'Italia, geregisseerd door Attilio Cusani, werd op 15 februari 2025 uitgebracht op Pontes YouTube-kanaal. Op 13 maart van dat jaar werd de video ook uitgebracht op het officiële Eurovisie-YouTube-kanaal.

## Hitnoteringen
| Land (hitlijst) (2025) | Hoogste notering |
| ---------------------- | ---------------- |
| Italië (FIMI)          | 14               |
| Italië (EarOne)        | 23               |
| Litouwen (TopHit)      | 25               |